# Kōyū Ohara
Kōyū Ohara (小原宏裕, Ohara Kōyū), né le 11 juillet 1946 et mort le 20 février 2004, est un réalisateur japonais surtout connu pour ses films Roman Porno Fairy In A Cage (1977) et la série des Pink Tush Girl (1978-1980). Il est l'un des réalisateurs des studios Nikkatsu aux talents les plus variés et des plus prolifiques avec huit films en 1979 à son actif. Ses préoccupations esthétiques l'on fait surnommer « le roi du pop art pornographique ».

## Carrière

### Les débuts
Kōyū Ohara est né le 11 juillet 1946 au Japon. Il attribue son intérêt pour le cinéma au fait que son grand-père travaillait comme réalisateur aux studios Nikkatsu et revendique avoir regardé jusqu'à 200 films par an lorsqu'il était enfant. Bien qu'il ait étudié le droit à l'université Keiō et travaillé comme secrétaire d'un membre de la Chambre des représentants, il préfère passer l'examen d'entrée aux studios Shōchiku plutôt qu'à celui du barreau. Recalé, il se présente chez Nikkatsu et commence à travailler pour ces studios en 1961 en tant que réalisateur-assistant sous les ordres du réalisateur Koreyoshi Kurahara avec lequel il travaille aux côtés de Tatsumi Kumashiro (神代 辰巳, Kumashiro Tatsumi), le futur maître des Roman Pornos.

### Nikkatsu: lesRoman Porno
Ohara n'était pas très enthousiaste concernant la décision de Nikkatsu de recentrer son activité sur les Roman Porno, une version de films pinku eigas alors très en vogue. À cette époque, plusieurs réalisateurs et acteurs quittent les studios Nikkatsu plutôt que de travailler à la réalisation de films pornographiques. Ohara décide de rester en espérant devenir réalisateur à part entière. Il travaille comme assistant réalisateur en chef de Shōgorō Nishimura (西村 昭五郎, Nishimura Shōgorō) sur le premier des Roman Porno: Apartment Wife: Afternoon Affair (1971). L'année suivante, Ohara fait ses débuts en tant que réalisateur avec Passion: Ohichi's Love Song (1972). Le film est un succès. Après College Girl: Sex Equation (1973), un film classé parmi les dix meilleures ventes, Ohara devient l'un des réalisateurs les plus prolifiques de la firme Nikkatsu avec laquelle il travaillera exclusivement jusqu'au milieu des années 1980 produisant 42 films dont quatre se révèleront être parmi les dix films les plus lucratifs de tous les temps,.

Weisser résume le style d'Ohara en disant : 

« Le réalisateur Ohara est l'un des cinéastes le plus sous estimé de chez Nikkatsu, [dont la valeur a été] finalement reconnue vers la fin des années 1990 lors de son incursion dans le pop art... Il était sans conteste le réalisateur le plus en vogue des studios mêlant la musique contemporaine aux scènes à la mode dans la plus pure tradition des films pinku eiga,. »

Ohara est réputé pour sa faculté à réaliser avec succès des films roses dans des genres variés. C'est ainsi qu'il connaît la notoriété avec des films sadomasochistes tels que Fairy in a Cage (1977) et Wet Rope Confession. Lorsque Nikkatsu arrête la production de « films roses violents » à la suite de ''Rape! 13th Hour (Yasuharu Hasebe, 1976), Ohara reprend le genre en le modifiant dans Zoom Up: Rape Site (1979) puis réalise une série sur le thème des prisons pour femmes intitulée True Story of a Woman in Jail (L'histoire véridique d'une femme en prison) ainsi que le film rose Sister Lucia's Dishonor (Le déshonneur de sœur Lucie) (1978) et Wet Rope Confession: Convent Story (1979) ayant pour thème des nones dans un couvent s'adonnant à la lubricité. Il réalise des émissions enfantines pour la télévision tel que Three Sisters Shushutorian ainsi que des films satyriques (Love Daydream, 1980) et des comédies roses comme I Like It From Behind (J'aime par derrière, 1981) sur le thème des femmes de chambre. Touche a tout, Ohara a également réalisé Lady Momoko's Adventure (Les aventures de Lady Mokomo, 1979), un film rose de science fiction.
Au cours de sa carrière, le réalisateur a fait travailler les plus grandes actrices des studios Nikkatsu dont la célèbre Naomi Tani dans Fairy in a Cage, Rope Hell (1978) et Fascination: Portrait of a Lady (1977) dont les scénarios ont tous été écrits par Oniroku Dan. Après avoir réalisé quelques films « noirs », Ohara commence sa trilogie gaie Pink Tush Girl en 1978. Axés sur la vie dans une grande école et une musique populaire, ces films ont touché une audience aussi bien masculine que féminine.

### L'après Nikkatsu
Les Roman Porno perdent peu à peu leurs inconditionnels. En 1982, Ohara s'envole à Hong Kong où il réalise des films pour le compte de la société Golden Harvest. China Scandal: Exotic Dance, coproduit par Golden Harvest et Nikkatsu connaîtra un brillant succès. Il quitte définitivement Nikkatsu en 1984 pour recentrer ses activités sur la musique. Il réalise des vidéos musicales destinées à un public d'adolescents sous la marque Warner/Pioneer et d'autres studios d'enregistrements japonais.
Ohara ne travaille plus qu'à temps partiel dès 1988. En 1999, le réalisateur est victime d'une attaque cérébrale en rentrant chez lui après avoir un peu trop bu et se blesse dans sa chute. Depuis, il s'est vu contraint de mettre un frein à son mode de vie ainsi qu'à la réalisation de films.

## Filmographie sélective
La filmographie est extraite de :
- « (en) Kōyū Ohara », The Complete Index to World Film (consulté le 12 mars 2007)
- « Kōyū Ohara » (présentation), sur l'Internet Movie Database
- « (ja) 小原宏裕 (Ohara Kōyū) », Japanese Movie Database (consulté le 6 mars 2007)
- Thomas Weisser et Yuko Mihara Weisser, Japanese Cinema Encyclopedia: The Sex Films, 1998, éditeur: Vital Books : Asian Cult Cinema Publications, Miami, 1998, 637 p. (ISBN 978-1-889288-52-9 et 1-889288-52-7)

| Titre du film | Parution          | Notes  |
| --- | ----------------- | ------ |
| Passionate: Ohichi's Love Song Jouen Ohichi no koiuta                                                                            | 1972              | Débuts |
| College Girls: Sex Equation 女子大生 ＳＥＸ方程式 Joshidaisei: Sex hoteishiki                                                    | 12 janvier 1973   |        |
| Japan's Pleasure District: Three Sisters at a Turkish Bath にっぽん歓楽地帯 トルコ三姉妹 Nippon kanraku-chitai: toruko sanshimai | 4 avril 1973      |        |
| Secret of the College Girls: Part-Time Sex Pros alias Sex Phobia 秘）女子大生 ＳＥＸアルバイト Maruhi joshidaisei: Sex arbeit    | 26 janvier 1974   |        |
| Man & Woman Sexology: Private Lessons 男女性事学 個人授業 Danjo seiji-gaku: kojin jugyo                                          | 8 juin 1974       |        |
| True Story of Woman Condemned: Sex Hell 実録おんな鑑別所 性地獄 Jitsuroku onna kanbetsusho: sei-jigoku                           | 5 mars 1975       |        |
| True Story of Woman Condemned Continues 続実録おんな鑑別所 Zoku jitsuroku onna kanbetsusho                                       | 1er juillet 1975  |        |
| White Female Cat: Ecstasy at High Noon 白い牝猫 真昼のエクスタシー Shiroi mesuneko: mahiru no ecstasy                            | 1er novembre 1975 |        |
| New True Story of Woman Condemned to Hell 新・実録おんな鑑別所 －恋獄－ Shin jitsuroku onna kanbetsusho rengoku                  | 24 janvier 1976   |        |
| Runa's Confession: "Men Crawling All Over Me" ルナの告白 私に群がった男たち Runa no kokuhaku: watashi ni muragatta otokotachi    | 14 avril 1976     |        |
| Tokyo Secret Night Report: Warm Sap 東京（秘）ナイト・レポート 熱い樹液 Tokyo maruhi night report: atsui jueki                   | 8 septembre 1976  |        |
| Student Mistress: Taste of a Virgin 学生情婦 処女の味 Gakusei mabu: shojo no aji                                                 | 27 novembre 1976  |        |
| Fairy in a Cage alias Woman in a Cage 檻の中の妖精 Ori no naka no yosei                                                          | 4 juin 1977       |        |
| Female Convict 101: Sucks 女囚１０１ しゃぶる Joshuu 101: Shaburu                                                                | 6 août 1977       |        |
| Fascination: Portrait of a Lady 幻想夫人絵図 Genso fujin ezu                                                                     | 1er octobre 1977  |        |
| * Sister Lucia's Dishonor 修道女ルシア 辱＜けが＞す Sudojo Lucia: kegasu                                                         | 7 janvier 1976    |        |
| Pink Tush Girl 桃尻娘 ピンク・ヒップ・ガール Momojiri musume: Pinku hippu gaaru                                                  | 29 avril 1978     |        |
| Rope Hell 縄地獄 Nawa jigoku | 24 juin 1978      |        |
| Wet & Rope alias Wet Rope Confession 修道女 濡れ縄ざんげ Shudojo: nure nawa zange                                                | 20 janvier 1979   |        |
| Pink Tush Girl: Love Attack 桃尻娘 ラブアタック Momojiri musume: rabu atakku                                                     | 28 avril 1979     |        |
| Kōichirō Uno's Female Gymnastic Teacher 宇能鴻一郎の女体育教室 Uno Koichiro no onna taiiku kyoshi                                | 4 août 1979       |        |
| Zoom Up: Rape Site ズームアップ 暴行現場 Zoom Up: boko genba                                                                     | 8 septembre 1979  |        |
| Lady Momoko's Adventure 桃子夫人の冒険 Momoko fujin no boken                                                                     | 22 décembre 1979  |        |
| Pink Tush Girl: Proposal Strategy 桃尻娘 プロポーズ大作戦 Momojiri musume: purpozu daisakusen                                    | 26 avril 1980     |        |
| Red Fleeting Rain 赤い通り雨 Akai toori-ame                                                                                      | 2 août 1980       |        |
| Love Daydream 愛の白昼夢 Ai no hakujitsumu                                                                                       | 6 septembre 1980  |        |
| From the Back or From the Front 後から前から Ushiro kara mae kara                                                                | 26 décembre 1980  |        |
| Lady Caligula in Tokyo 東京カリギュラ夫人 Tokyo Caligula fujin                                                                   | 6 mars 1981       |        |
| Essential Information for a College Girl 女子大生の基礎知識 ＡＮＯ ＡＮＯ Joshidaisei no kiso chishiki: ano ano                  | 24 avril 1981     |        |
| I Like it From Behind バックが大好き！ Bakku ga daisuki                                                                          | 10 juillet 1981   |        |
| Female Gymnastic Teacher: "Step and Open" 女体育教師 跳んで開いて Onna taiiku kyôshi: funde hiraite                              | 9 octobre 1981    |        |
| Pink Tush Girls: Slinking Classmates 桃尻同級生 まちぶせ Momojiri dokyusei: machibuse                                            | 22 janvier 1982   |        |
| Seiko's Juicy Thighs: Zoom Up ズームアップ 聖子の太腿 Zoom Up: Seiko no futomomo                                                 | 26 février 1982   |        |
| White Rose Campus: Then Everybody Gets Raped 白薔薇学園 そして全員犯された Shirobara gakuen: soshite zenin okasareta             | 25 juin 1982      |        |
| Gigolo: A Docu-Drama 実録色事師 ザ・ジゴロ Jitsuroku irogotoshi: The Gigolo                                                      | 15 octobre 1982   |        |
| Oh! Takarazuka! ＯＨ！タカラズカ Oh! Takarazuka                                                                                  | 24 décembre 1982  |        |
| China Scandal: Exotic Dance チャイナスキャンダル 艶舞 China scandal: Enbu                                                        | 28 octobre 1983   |        |